# Szkło klejone
Szkło klejone (tzw. szkło wielowarstwowe lub laminowane) – rodzaj szkła bezpiecznego, powstającego w wyniku łączenia dwóch lub więcej tafli szkła płaskiego za pomocą specjalnej folii, drutu lub żywicy. Szkło takie nie rozsypuje się po rozbiciu, a w miejscu uderzenia powstaje splot promieniście rozchodzących się pęknięć. Stopień wytrzymałości tych szyb określają klasy O1, O2 – chroniące tylko przed zranieniem – oraz P1, P2 – bardziej odporne na zniszczenie i stanowiące pewne utrudnienie przy próbie ich sforsowania.
Najpopularniejsze szyby bezpieczne (laminowane) są zbudowane z dwóch tafli szkła i jednej lub dwóch warstw folii PVB. Oznacza się je za pomocą odpowiednich kodów. Np. 33.1 to szyba klasy O2 zbudowana z dwóch tafli szkła, każda grubości 3 mm, i jednej warstwy folii, a 44.2 to szyba klasy P2 złożona z dwóch tafli 4-mm i dwóch warstw folii PVB.
Stosując odpowiedni rodzaj żywicy lub folii można uzyskać szyby:
- Pancerne
  - Antywłamaniowe
  - Kuloodporne
- Chroniące przed:
  - Hałasem
  - Promieniami UV
  - Stratami ciepła

## Proces klejenia
- Żywicę w postaci ciekłej wlewa się pomiędzy tafle szklane.
- Kilka warstw szkła przedzielonych folią po uprzednim ich umyciu, wysuszeniu i podgrzaniu trafia do autoklawu. Przy ciśnieniu ok. 12 bar i temp. ok. 130 °C folia rozgrzewa się i trwale przywiera do tafli szkła.